# Marktarchiv Abtswind
Das Marktarchiv Abtswind ist das Kommunalarchiv der unterfränkischen Gemeinde Abtswind im Landkreis Kitzingen. Das Archiv hat seinen Sitz im Rathaus der benachbarten Gemeinde Wiesentheid, mit der Abtswind seit dem Jahr 1976 eine Verwaltungsgemeinschaft vereinbart hat.

## Bestände
Im Archiv lagern insgesamt 213 Urkunden, die älteste datiert auf das Jahr 1454, sowie 74 Amtsbücher. Besonders wertvoll sind zwei Dorfbücher des 16. Jahrhunderts. Über 1100 Rechnungen aus der Geschichte des Dorfes werden ebenfalls im Archiv aufbewahrt. Seit 1567 werden im Marktarchiv auch unterschiedliche Akten der kommunalen Selbstverwaltung untergebracht. Eine Besonderheit der Sammlung stellt das sogenannte „Vitascope“ dar, das als Vorform des Filmprojektors im 19. Jahrhundert gilt.